# Floriano Stepniak
Beato Florian Stepniak (Voivodia da Vármia-Masúria, 13 de janeiro de 1912 — Dachau, 12 de agosto de 1942) foi um padre capuchinho polonês que morreu como mártir no campo de concentração de Dachau. Ele é um dos mártires da Segunda Guerra Mundial.

## Biografia
Florian Stepniak nasceu em Żdżary na Voivodia da Vármia-Masúria (hoje na Polônia) em 3 de janeiro de 1912, em uma família de camponeses. Recebeu no batismo o nome de Joseph. Estudou no ensino fundamental e médio, compensando suas deficiências acadêmicas com diligência e trabalho duro. Juntou-se à Ordem Terceira Franciscana durante seus anos de ensino médio. 
Aos 19 anos, juntou-se aos Capuchinhos de Nowe Miasto Lubawskie. Estudou as Sagradas Escrituras em Lublin e se destacou por seu zelo, generosidade e devoção. 
Foi ordenado sacerdote em 24 de junho de 1938. Em seu ministério, ele é conhecido por seu brilho espiritual. 

Após a invasão da Polônia], em 1939, o poder Nazista prendeu e deportou um grande número de padres católicos poloneses. Em 25 de janeiro de 1940, ele foi preso pela Gestapo e deportado junto com todos os seus irmãos do convento. Eles foram enviados para o campo de Dachau. 

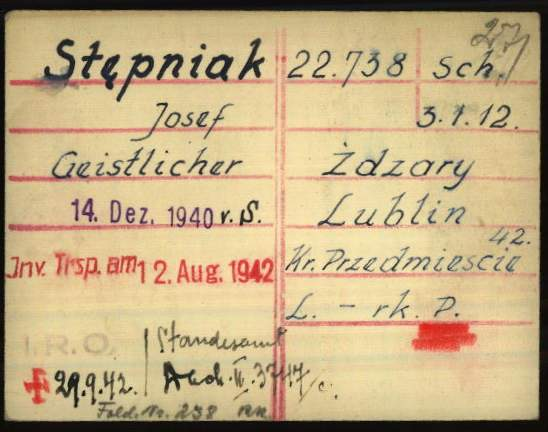
Cartão de registro do Padre Stepniak em sua entrada em Dachau.

 Lá ele apoiou seus companheiros do bloco dos condenados à morte. Eles o chamavam de pai espiritual ou de sol do acampamento. 
Após dois anos de maus-tratos, exausto, foi enviado para uma câmara de gás em 12 de agosto de 1942 ·  em Hartheim na Áustria.

## Beatificação
Florian Stepniak foi beatificado pelo Papa João Paulo II em 13 de junho de 1999 junto com cerca de cem mártires poloneses da Segunda Guerra Mundial. Sua memória é celebrada em 12 de agosto, junto com outro padre polonês, o padre Joseph Straszewski.